# Flanders Recorder Quartet

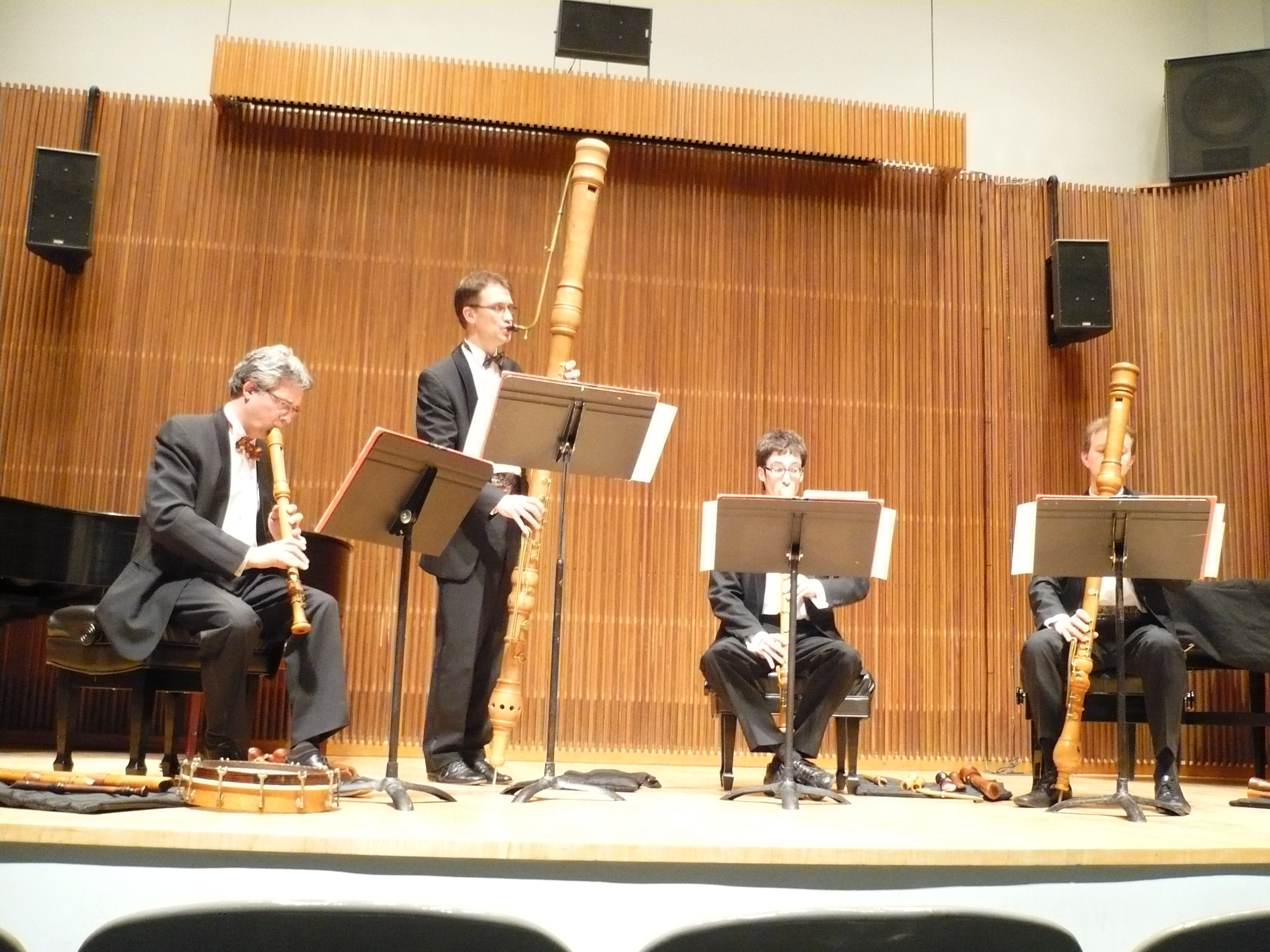
Das Flanders Recorder Quartet im Jahr 2009, von links nach rechts Paul van Loey, Bart Spanhove, Tom Beets und Joris Van Goethem

Das Flanders Recorder Quartet war ein belgisches Ensemble für Blockflötenmusik.

## Beschreibung
Die Gründung erfolgte 1987. Die Mitglieder waren Bart Spanhove, Tom Beets, Joris van Goethem und Paul van Loey. 1990 gewannen sie den Brügger Wettbewerb Musica Antiqua.
Nach mehr als 30 Jahren, der Einspielung von 24 CDs und etwa 2500 Auftritten in 52 Ländern beendete das Flanders Recorder Quartet 2018 mit einer Abschiedstournee durch Belgien seine gemeinsame Laufbahn.

## Tondokumente
- Banchetto Musicale (20 Jahre FRQ)
- BACH
- Matthew Locke - Consort of Fower Parts (6 Suiten)
- Magic (FRQ & Friends)
- Bassano - Viva l'amore, XVI-XVII secolo
- Armonia Di Flauti (5 Jahrhunderte Flötenmusik)
- Le Quattro Stagioni - Antonio Vivaldi
- Sonata Pro Tabula - Biber, Schmelzer & others
- Mit Flöten Chor - Deutsche Barock Kammermusik
- The Ultimate Recorder - Flanders Recorder Quartet in concert
- Sei Willekommen - Christmas music from the Middle Ages to the Baroque
- Browning my dere - English consort music
- Flemish Contemporary Recorder Music - Novecento
- Early Italian Recorder Music - Seicento
- The Nations